# Кюлітсе
Кю́літсе (ест. Külitse alevik) — селище в Естонії, у волості Камб'я повіту Тартумаа.

## Населення
Чисельність населення на 31 грудня 2011 року становила 827 осіб.

## Географія
Через населений пункт проходить автошлях 3 (Йигві — Тарту — Валґа), естонська частина європейського маршруту E264.

## Історія
До 21 жовтня 2017 року селище входило до складу волості Юленурме.